# سه چیز که خدا نباید می‌آفرید: ایرانیان، یهودیان و مگس
«سه چیز که خدا نباید می‌آفرید: ایرانیان، یهودیان و مگس» (به عربی: ثلاثة كان على الله ان لايخلقهم: الفرس، اليهود والذباب) نام یک اعلامیه دولتی عراقی بود که در دورهٔ حکومت صدام حسین به‌طور گسترده منتشر می‌شد.
خیرالله طلفاح دایی و پدر همسر صدام، که از اعضای بلندپایه حزب بعث عراق بود، نخستین نسخهٔ این جزوه را در ۱۰ صفحه در سال ۱۹۴۰ نوشت.
در سال ۱۹۸۱ در جریان شروع جنگ ایران و عراق، انتشارات دولتی عراق به نام دارالحُرّیه (خانهٔ آزادی) این جزوه را بازچاپ کرد و وزارت آموزش و پرورش عراق این پروپاگاندا را به عنوان قسمتی از کتاب درسی بین دانش‌آموزان دبستان کشور عراق توزیع نمود.
در این نوشتار، ایرانیان به «حیواناتی که خداوند در قالب انسان آفریده‌است» و یهودیان «مخلوطی از کثافت و پس مانده‌ای از انسان‌های گوناگون» و مگس‌ها موجوداتی دون‌مایهٔ درک نشده («چیزهایی که ما هدف خداوند را در خلق این‌ها درک نمی‌کنیم») توصیف شده‌اند.
این نوشتار بر سیاست صدام حسین در قبال ایران و اسرائیل تأثیرگذار بود؛ به‌طوری‌که وی پلاکی آهنین از این عبارت را بر روی میز کاری خود حک کرده بود.